# Викторино, Вальдемар
Вальдемар Баррето Викторино (исп. Waldemar Barreto Victorino; 22 мая 1952, Монтевидео — 29 августа 2023, Монтевидео) — уругвайский футболист, нападающий сборной Уругвая в 1976—1981 годах.

## Биография
Вальдемар Викторино был одним из самых выдающихся нападающих мира в 1970—1980-е годы. Особенно впечатляющим был период конца 1970-х и начала 1980-х гг. В составе «Насьоналя» он выиграл в 1980 году Кубок Либертадорес и Межконтинентальный кубок. В составе сборной выиграл «Мундиалито» 1980-81, став лучшим бомбардиром турнира. Всего Викторино забил за «Насьональ» 59 голов во всех турнирах.
Также выступал за уругвайские «Прогресо», «Серро», «Ривер Плейт», колумбийский «Депортиво Кали», итальянский «Кальяри», аргентинские «Ньюэллс Олд Бойз» и «Колон», а завершил профессиональную карьеру футболиста в 1989 году в перуанской команде «Дефенсор Лима». В 1988—1989 годах выступал во втором дивизионе чемпионата Перу за команду «Спорт Бойз» и стал лучшим бомбардиром турнира с 19 голами.
Впоследствии работал футбольным тренером. Вальдемар был дядей и официальным представителем защитника сборной Уругвая Маурисио Викторино.
Скончался 29 августа 2023 года на 72-м году жизни.

## Титулы и достижения
- Чемпион Уругвая: 1980
- Кубок Либертадорес: 1980
- Межконтинентальный кубок: 1980
- Мундиалито: 1980
- Лучший бомбардир чемпионата Уругвая: 1979 (19 голов)
- Лучший бомбардир Кубка Либертадорес: 1980 (6 голов)
- Лучший бомбардир Мундиалито: 1980 (3 гола)